# Ontario
 Ovo je glavno značenje pojma Ontario. Za druga značenja pogledajte Ontario (razdvojba).
Ontario je najmnogoljudnija pokrajina Kanade. U političko-ekonomskom smislu pokrajina predstavlja središnju Kanadu dok je u čisto zemljopisnoj karakterizaciji zapravo dio istočne Kanade, zajedno s Quebecom i Atlantskim pokrajinama.
U Ontariju živi preko 12 milijuna stanovnika što je ujedno više od trećine stanovništva Kanade (preko 37%). Ova provincija je jedna od četiriju originalnih (prvih) provincija Kanade te ima bitan povijesni značaj. Sa svojom robusnom ekonomijom i velikim brojem stanovnika (potencijalnih glasača) ima i strateški političko - ekonomski značaj u Kanadi. Glavni i najveći grad provincije je Toronto. Stanovništvo je uglavnom anglofono uz značajan dio anglofonog i frankofonog stanovništva.

## Povijest
Današnja terirorija Ontarija je prije dolaska Europljana bila naseljena indijanskim narodima Algonquin (Algonquian) i Irokezima (Iroquois). Ove dvije jezični različite grupe su se granale u više plemena različitih imena.
U 17. stoljeću francuski istraživači (Etienne Brule i Samuel de Champlain) i engleski moreplovac Henry Hudson su istražili veći dio Ontarija za interese francuskog i Ujedinjenog kraljevstva. Područja Ontarija i Quebeca su isprva (16. i veći dio 17. stoljeća bili pod francuskom upravom do Britanske pobjede u bici na Abrahamovoj zaravni (battle of the Plains of Abraham) 1759. godine. 
Britanci 1774. ujedinjuju Ontario s Quebecom radi lakše uprave slabo naseljenom zemljom. Val useljenika (Lojalista) koji je potkraj 18. stoljeća zapljusnuo Kanadu iz Sjedinjenih država doveo je 1791. do podjele područja Quebeca i Ontarija na dvije zasebne teritorije gornju i donju Kanadu (Upper and Lower Canada).Razlog tome je bila jezična i kulturna podijeljenost stanovništva Kanade. Gornjom Kanadom (danas Ontario) su dominirali Engleski jezik stanovnici Britanskog porijekla i anglikasnske ili protestantske vjerske opredijeljenosti dok su u donjoj Kanadi (danas Quebec) najbrojniji bili frankofoni katolici, doseljenici iz zapadnih krajeva Francuske. 
Grad Toronto je zapalila američka vojska 1813. u ratu s Britancima. Godine 1841. Velika Britanija opet ujedinjuje upravu Gornje i Donje Kanade ali ih i dalje naziva odvojenim imenima Canada East (Istočna Kanada) i Canada West (Zapadna Kanada). Razlog ponovnom administracijskom ujedinjenju je bio pobuna Francuza u donjoj Kanadi (iz etničkih razloga)kao i pobune britanskog stanovništva u Gornjoj Kanadi (iz ekonomskih razloga). Nakon osnivanja konfederacije 1867. godine Ontario I Quebec su utemeljene kao dvije odvojene provincije. Tada je utvrđena i sadašnja administrativna granica između Ontarija i Quebeca. 
Područje Ontarija je nakon toga utemeljeno kao područje kojim dominira engleski jezik i kultura te je francusko stanovništvo ove provincije bilo postavljeno u zaseban školski sustav. Od tada slijedi povijest odvojenog školstva u Ontariju. Utemeljene su Opće/javne škole (Public school) i katoličke škole (Catholic school). Opće škole su bile namijenjene većini stanovništva a katoličke englezima i francuzima. Francuski jezik je bio stavljen van uporabe (van zakona) tako da je do ponovne uspostave zakonite uporabe francuskog jezika u dvadesetom stoljeću veći dio francuskog stanovništva bio angliciziran. Podijeljenost školstva na katoličke i opće škole je na snazi i danas u provinciji Ontario. 
U vrijeme Prvog i Drugog svjetskog rata s područja Ontarija je regrutiran veliki broj vojnika u kanadske regimente Britanske vojske koji su se borili na ratištima u Europi. Nakon Drugog svjetskog rata Ontario bilježi ogroman ekonomski rast veliko doseljenje stanovnika iz svih krajeva svijeta. Danas je Ontario prvi po naseljenosti a drugi po ukupnoj površini i među provincijama Kanade važi za ekonomski najdinamičniju provinciju.

## Vlada
Otprilike svake četiri godine u provinciji Ontario održavaju se slobodni demokratski izbori za sazivanje provincijskog parlamenta. Službeni naziv ovog zakonodavnog tijela je Legislative Assembly of Ontario (Zakonodavna skupština Ontarija). Međutim u svakodnevnoj uporabi uobičajen je naziv Ontario provincial parliament (provincijski parlament Ontarija).
Karakteristično za parlament Ontarija u odnosu na parlament Kanade je to da je parlament Ontarija zapravo jednodoman parlament.
Ovaj parlament ima 103 zastupnička mjesta. Zastupnici se odabiraju na izborima po sustavu relativne većine. Svaki od 103 zastupnika predstavlja jedan od 103 zastupnička okruga. Službeni naziv zastupnika je Member of the Legislative Assembly (zastupnik u zakonodavnoj skupštini) ili skraćeno MLA. Međutim naziv Member of the Provincial Parliament (član provincijskog parlamenta) ili MPP u češćoj je uporabi. Zbog velikog broja stanovnika najveću "težinu" u provincijskom parlamentu, tj. najveći broj zastupnika, ima šire područje grada Toronta ili GTO (Greater Toronto area). Sličnu "težinu" imaju glasovi iz provincije Ontario u kanadskom federalnom parlamentu te je stoga pobjeda na provincijalnim ili federalnim izborima u ovoj provinciji od izuzetnog značaja za sve stranke koje sudjeluju na izborima.
Zgrada provincijalnog parlamenta nalazi se u Queen's parku u Torontu. Glavne političke stranke u Ontariju su Progresivna konzervativna stranka Ontarija, Liberalna stranka Ontarija i Nova demokratska stranka Ontarija. Iako je kroz povijest od Drugog svjetskog rata do danas konzervativna stranka najviše puta pobjeđivala na provincijalnim izborima i formirala provincijsku vladu (cabinet) danas većinu u parlamentu Ontarija ima Liberalna stranka. Vođa stranke pobjednika na provincijalnim izborima se namjerno naziva Predsjednik Vlade (Premier) da se izbjegne dualizam naziva. Predsjednik Vlade je naziv rezerviran za prvog čovjeka Kanade. Premijer Ontarija je trenutno Dalton McGuinty, vođa Liberalne stranke u Ontariju.

## Ekonomija
S ekonomskog stanovišta Ontario je ekonomski gigant Kanade ali i cijele Sjeverne Amerike. Godišnji bruto proizvod ove provincije je veći nego bruto proizvod mnogih zemalja razvijene zapadne Europe kao npr. Švedske ili Belgije.
Bruto proizvod Ontarija ima najveći udio u godišnjem bruto proizvodu Kanade, preko 40%. Rast ekonomije Ontarija je trenutno veći nego porast u ekonomijama Njemačke ili Japana. Iako većina stanovništva (preko 70%) radi u uslužnim djelatnostima od primarnog značaja za Ontario je proizvodna djelatnost. Ova provincija ostvaruje velike prihode iz pogona za proizvodnju motornih vozila. Vodeći svjetski proizvođači kao npr. General Motors, Ford, Daimler-Chrysler, Toyota, Honda imaju ovdje svoje proizvodne pogone. Proizvodnja auto dijelova koja opskrbljuje tvornice automobila također je izrazito zastupljena. Ontario je još poznat i po proizvodnji čelika, željeza, strojeva, hrane, električnih uređaja itd.
Najveći dio industrijskih postrojenja je lociran na području tzv. zlatne potkove tj. područja uz obale jezera Ontario od Toronta do Hamiltona. Informacijska industrija je zastupljena u svim većim centrima a najviše u "zlatnom trokutu" (Cambridge-Waterloo-Guelph) i Otavi. Toronto je vodeći bankaraski i financijski centar provincije. Ontario ima izuzetno dobru cestovnu prometnu mrežu a putem velikih jezera, Weeland kanala i rijeke St. Lorensa je povezan i s Atlantskim oceanom.
Nedostatak prirodnih izvora energije Ontario nadoknađuje proizvodnjom u nuklearnim elektranama. Turizam je kao grana privrede prisutan u Ontariju uglavnom u području Nijagarinih slapova, Vindzora i Toronta. Najljepše plaže u Ontariju nalaze se sjeverno od Toronta na obalama jezera Huron. Ovo jezero za razliku od jezera Erie i Ontario je sačuvano od zagađenja vjerojatno zbog manje gustoće naseljenosti i gotovo neznatne koncentracije industrije na obalama ovog jezera.

## Stanovništvo i naselja
Ontario je neravnomjerno naseljen. Područja južnog Ontarija, a posebno šire urbano područje Toronta, su gusto naseljena. Područja sjevernog Ontarija su rijetko naseljena (uz obale velikih jezera) ili nenaseljena.
Sastav stanovništva Ontarija je etnički mješovit. Većina stanovništva pripada bijeloj rasi, međutim primjetna je i prisutnost pripadnika ostalih rasa. Većina stanovnika su pripadnici neke od kršćanskih denominacija među kojima prednjače protestanti (sve grupacije zajedno) oko 34.9% i rimokatolici 34.7%. Od ostalih vjerskih grupa u Ontariju najviše ima muslimana 3.1%.
Zbog izuzetno velikog broja stanovnika koji se useljavaju u ovu provinciju broj stanovnika Ontarija je u posljednjih stotinu godina u gotovo neprestanom i visokom porastu. Gotovo polovina stanovništva je britansskog porijekla a oko 10 % francuskog.
Znatan je udio stanovnika porijeklom iz ostalih europskih zemalja. 
Jezik u svakodnevnoj uporabi je engleski dok su službeni jezici i engleski i francuski.
Većina stanovnika Ontarija (preko 80%) živi u urbanim naseljima. Veće urbane konglomeracije u Ontariju su: Toronto, Ottawa, Hamilton.

## Zemljopis i klima
Provincija Ontario leži na padinama "Kanadskog štita" koje su bogate mineralima ali i nepovoljne (zbog nedovoljne plodnosti - kamenita podloga i tanak sloj humusa) za poljoprivredu. Ipak u južnom Ontariju nalaze se plodnija područja u kojima suvremenom proizvodnjom ratarstvo i stočarstvo postižu izvanredne rezultate. 
Klima Ontarija je subpolarna na krajnjem sjeveru i oštra kontinentalna u najvećem dijelu provincije. Samo najjužniji krajevi provincije imaju umjerenu kontinentalnu klimu. Snježne padaline su izuzetno velike, a u sjevernim područjima često započinju u rujnu a završavaju u svibnju. Ontario se nalazi na obali svih pet velikih jezera koja imaju snažan utjecaj na klimu južnog Ontarija. Zbog ovog utjecaja ljeta su jako topla i jako vlažna, a zime su temperaturno nešto blaže nego kod drugih područja iste zemljopisne širine.

## Etnografija
Indijanci 
Prastanovnici Ontarija su Indijanci koji pripadaju jezičnim rodovima Algonquian i Iroquoian i pripadaju plemenima Algonquin, Wendat (Attignawantan, Attigneenongnahac, Tahontaenrat, Arendahronon), Ataronchronon, Attiwandaronk, Cree, Iroquois, i Chippewa. -Njihovi potomci danas žive organizirani po mnogobrojnim lokalnim skupinama i raseljeni po malenim rezervatima, to su: 
- Algonquins of Pikwàkanagàn,
- Beaverhouse First Nation,  Brunswick House First Nation,
- Cat Lake First Nation, Chapleau Ojibwe First Nation, Chapleau Cree First Nation, Chippewas of Nawash, Chippewas of Point Pelee and Pelee Island, Chippewas of the Thames First Nation, Constance Lake First Nation,
- Deer Lake First Nation, Delaware Nation Moravian of the Thames,
- Eabametoong First Nation,
- Fort Albany First Nation,
- Grand Council of the Crees, Ginoogaming First Nation,
- Hornepayne First Nation,
- Kasabonika Lake First Nation, Kashechewan First Nation, Keewaywin First Nation, Kingfisher Lake First Nation, Koocheching,
- Lac Seul First Nation, Long Lake #58 First Nation,
- Marten Falls First Nation, Matachewan First Nation, Mattagami First Nation, McDowell Lake First Nation, Mishkeekogamang First Nation, Missanabie Cree First Nation, Metis Nation of Ontario, Michipicoten First Nation, Mnjikaning (Rama) First Nation, Mocreebec Council of the Cree Nation, Mohawk Nation of Akwesasne, Moose Cree First Nation, Muskrat Dam First Nation,
- Neskantaga First Nation, New Post First Nation, Nibinamik First Nation, North Caribou Lake First Nation, North Spirit Lake First Nation,
- Ontario Metis and Aboriginal Association,
- Pikangikum First Nation, Poplar Hill First Nation,
- Red Rock Indian Band,
- Sachigo Lake First Nation, Sandy Lake First Nation, Six Nations of the Grand River, Slate Falls First Nation,
- The Mohawks of the Bay of Quinte, Tyendinaga Mohawk,
- Wahgoshig First Nation, Wahta Mohawks, Wapekeka First Nation, Wawakapewin First Nation, Webequie First Nation, Weenusk First Nation, Wikwemikong Unceded Indian Reservation i Wunnumin Lake First Nation.

## Sport i kultura
Vodeći sport u Ontariju je hokej. Dva tima iz Ontarija pripadaju NHL ligi. To su Senatori iz Otave (Ottawa Senators) i Javorovi listovi iz Toronta (Toronto Maple Leafs). Ostali vodeći sportovi su bejzbol, američki nogomet i nogomet. Košarkaški klub iz Toronta Toronto Raptors nastupa u NBA ligi. 
Ontario je multikulturna sredina. U gradovima Ontarija je zastupljena kultura življenja raznih socio-kulturnih grupa iz cijelog svijeta. Toronto je jedan od najmultietničkijih gradova u svijetu. U ruralnim dijelovima Ontarija preko 90% stanovništva su bijelci britanskog ili nekog drugog europskog porijekla (najčešće njemačkog ili finskog). Kultura življenja je istovjetna kulturi življenja bijelog stanovništva Sjedinjenih Država. Iz tog razloga ne čudi veliki utjecaj američkih medija kao i konzumacija američkih kulturnih sadržaja (film, glazba, književnost) u ovoj provinciji.

## Vanjske poveznice
- (engl.) Vlada Ontarija
- (engl.) Turizam Ontarija  Arhivirana inačica izvorne stranice od 16. siječnja 2007. (Wayback Machine)
- (engl.) Mostovi Ontarija  Arhivirana inačica izvorne stranice od 20. lipnja 2008. (Wayback Machine)
- (engl.) Karte  Arhivirana inačica izvorne stranice od 26. travnja 2006. (Wayback Machine)
- (engl.) Ontario MPP Kontakt  Arhivirana inačica izvorne stranice od 10. veljače 2006. (Wayback Machine)
- (engl.) CBC digitalne slike